# Dactylopodola
Genre
Synonymes
- Dactylopodella Remane, 1926 nec Sars, 1905
- Dactylopodalia Remane, 1929

Dactylopodola est un genre de gastrotriches de la famille des Dactylopodolidae.

## Liste des espèces
Selon World Register of Marine Species (24 juin 2025) :
- Dactylopodola australiensis Hochberg, 2003
- Dactylopodola axi Gilsa, Kieneke, Hochberg & Schmidt-Rhaesa, 2014
- Dactylopodola baltica (Remane, 1926)
- Dactylopodola brevicornis d'Hondt, 2019
- Dactylopodola cornuta (Swedmark, 1956)
- Dactylopodola deminuitubulata Gilsa, Kieneke, Hochberg & Schmidt-Rhaesa, 2014
- Dactylopodola indica (Rao & Ganapati, 1968)
- Dactylopodola mesotyphle Hummon, Todaro, Tongiorgi & Balsamo, 1998
- Dactylopodola nadine Todaro, Perissinotto & Bownes, 2015
- Dactylopodola roscovita (Swedmark, 1967)
- Dactylopodola todaroi Garraffoni, Di Domenico & Hochberg, 2017
- Dactylopodola typhle (Remane, 1927)

## Systématique
Dactylopodella Remane, 1926, préoccupé par Dactylopodella Sars, 1905, a  été remplacé par Dactylopodola par Strand en 1929
Dactylopodalia est un nom de remplacement superflu.

## Publications originales
- (en) Strand, 1929 : « Zoological and palaeontological nomenclatorical notes », Arbeiten aus dem Systematisch-Zoologischen Institut der Lettländischen Universität, vol. 29, p. 1-29.
- (de) Remane, 1926 : « Morphologie und verwandtschaftsbeziehungen der aberranten gastrotrichen I », Zeitschrift für Morphologie und Ökologie der Tiere, vol. 5, no 4, p. 625-754.